# Baltrūnas
Baltrūnas ist der Familienname folgender Personen:
- Gintaras Baltrūnas (1957–2011), litauischer Chemiker, Professor
- Leonas Baltrūnas (1914–1993), litauischer Basketballspieler